# Вестерворт
Ве́стерворт (нидерл. Westervoort) — город и община в провинции Гелдерланд (Нидерланды). Является частью конурбации Арнем-Неймеген.

## География
Вестерворт находится на восточном берегу реки Эйссел, прямо напротив расположенного на западном берегу Арнема.

## История
Вестерворт впервые упоминается в документе 726 года: утрехтский епископ Виллиборд говорит Веренфриду о пастырской деятельности в Вестерворте и Элсте. В Вестерворте Веренфрид и умер в 760 году. В XIII веке была построена церковь в готическом стиле, сохранившаяся до наших дней.
Долгое время Вестерворт был типичной сельской местностью, входящей в графство ван ден Берг. В 1735 году права на Вестерворт перешли к Арнему. После образования в 1813 году королевства Нидерланды Вестерворт стал отдельной общиной, насчитывавшей первоначально всего 600 жителей.
В 1901 году в районе Вестерворта был построен первый постоянный мост. Когда во время Второй мировой войны 10 мая 1940 года германские войска вторглись в Нидерланды, мост был взорван вместе с зашедшей на него немецкой разведывательной группой, чьей целью был захват моста. Вновь железнодорожный мост был восстановлен после войны в 1945 году.

## Состав
В общину Вестерворт входят следующие населённые пункты:
- Вестерворт
- Сханс

## Транспорт
Первая железнодорожная станция в Вестерворте существовала с 15 февраля 1856 по 4 октября 1936. Новая железнодорожная станция была открыта 11 декабря 2011. Станция расположена на железнодорожной ветке Арнем — Оберхаузен.